# 海特尔旺
海特尔旺是奥地利蒂罗尔州罗伊特县的一个市镇。总面积35.73平方公里，总人口521人，人口密度14.6人/平方公里（2005年）。